# Myzostoma chelonium
Myzostoma chelonium is een ringworm uit de familie Myzostomatidae.
Myzostoma chelonium werd in 1906 voor het eerst wetenschappelijk beschreven door McClendon.